# Филадельфия (Колумбия)
Филадельфия (исп. Filadelfia) — город и муниципалитет в центральной части Колумбии, на территории департамента Кальдас. Входит в состав Верхне-Западного субрегиона.

## История
Поселение, из которого позднее вырос город, было основано в 1850 году. Муниципалитет Филадельфия был выделен в отдельную административную единицу в 1873 году.

## Географическое положение

Муниципалитет Филадельфия

Город расположен в западной части департамента, в пределах горной местности Центральной Кордильеры, к востоку от реки Кауки, на расстоянии приблизительно 23 километров к северо-северо-западу от города Манисалес, административного центра департамента. Абсолютная высота — 1584 метра над уровнем моря.
Муниципалитет Филадельфия граничит на севере с территорией муниципалитета Ла-Мерсед, на северо-западе — с муниципалитетами Риосусио и Супия, на востоке — с муниципалитетом Арансасу, на юге — с муниципалитетом Нейра,  на западе — с территорией департамента Рисаральда. Площадь муниципалитета составляет 193 км².

## Население
По данным Национального административного департамента статистики Колумбии, совокупная численность населения города и муниципалитета в 2024 году составляла 11 737 человек.
Динамика численности населения муниципалитета по годам:
| 2005   | 2010   | 2015   | 2020   | 2021   | 2022   | 2023   | 2024   |
| ------ | ------ | ------ | ------ | ------ | ------ | ------ | ------ |
| 12 737 | 11 872 | 11 034 | 11 554 | 11 556 | 11 616 | 11 662 | 11 737 |

## Экономика
Большинство трудоспособного населения Филадельфии занято сельском хозяйстве, в основном в сфере выращивания и переработки кофе.